# Tupistra grandistigma
Tupistra grandistigma är en sparrisväxtart som beskrevs av Fa Tsuan Wang och S.Yun Liang. Tupistra grandistigma ingår i släktet Tupistra och familjen sparrisväxter. Inga underarter finns listade i Catalogue of Life.